# ベルジュラックのワイン
ベルジュラックのワインは、フランス南西部アキテーヌ地方ドルドーニュ県で生産されるワインである。
ワインベルジュラックを含む地域に、12のワインのAOCがある。

## ワイン
- ベルジュラックを含む地域に、12のワインのAOCがある。
- Bergerac ベルジュラック
- Bergerac Rosé ベルジュラック・ロゼ
- Bergerac Sec ベルジュラック・セック
- Côtes-de-Bergerac コート・ド・ベルジュラック
- Côtes-de-Bergerac Blanc コート・ド・ベルジュラック・ブラン
- Côtes de Montravel コート・ド・モンラヴェル
- Montravel モンラヴェル
- Haut-Montravel オー・モンラヴェル
- Saussignac ソーシニャック
- Monbazillac モンバジャック
- Pécharmant ペシャルマン

### AOCベルジュラック
県南西部の93のコミューン、12,000haの畑で作られている赤ワイン。大量に生産されており、日本でもよく見かける銘柄である。   
しかし、消費者だけでなく、ワイン関係者もフランスの地理や文化、とくにこうした銘醸地でない地域にあまり詳しくないため、良くも悪しくもボルドーワインの類似品として扱われることが多い。   
品種は、ボルドー地方と同じカベルネ・ソーヴィニョン、メルロー、カベルネ・フランのほかに、フェールというこの地方固有の品種が使われるが、味わいはボルドーのものとほとんど変わらない。ボルドーのような格付けがないが、AOCの規格は十分満たしており、お買い得なものが多い。   
Bergerac ベルジュラック
Bergerac Rosé ベルジュラック・ロゼ
Bergerac Sec ベルジュラック・セック
Côtes-de-Bergerac コート・ド・ベルジュラック
Côtes-de-Bergerac Blanc コート・ド・ベルジュラック・ブラン
Côtes de Montravel コート・ド・モンラヴェル
Montravel モンラヴェル
Haut-Montravel オー・モンラヴェル
Saussignac ソーシニャック
Monbazillac モンバジャック
Pécharmant ペシャルマン
AOCベルジュラック県南西部の93のコミューン、12,000haの畑で作られている赤ワイン。大量に生産されており、日本でもよく見かける銘柄である。